# Paloma Petra
Paloma Petra (Monterrey, Nuevo León, 23 de agosto de 1991) es una actriz y productora de cine mexicana. Es conocida por su trabajo de producción y actuación en El sueño más grande que recuerdo y La paloma y el lobo, siendo esta última una película mexicana que narra una historia de amor en medio de la violencia que se vive en un barrio industrial de Nuevo León,así como su papel en la película ganadora del Ariel a Mejor Película El norte sobre el vacío.

## Trayectoria
Paloma comenzó su carrera actoral a los 17 años. Estudió dramaturgia en Monterreyy, en 2016, abrió su propia casa productora Huasteca Casa Cinematográfica acompañada del cineasta Carlos Lenin.
En 2015, participó en su primer cortometraje Episodio de una espera, dirigido por Lenin, y en 2018 tuvo su debut fílmico en Los Herederos, de Jorge Hernández Aldana. En 2019, protagonizó y produjo su primer largometraje, La paloma y el lobo, también dirigido por Carlos Lenin.
Fue seleccionada en Berlinale Talents en 2020 por su trabajo actoral, y en 2021 participó en el Festival de Cine Sundance como productora del cortometraje El sueño más grande que recuerdo de Carlos Lenin, filmado entre 2016 y 2017 y donde también interpretó a Tania.  En 2022, fue protagonista de la película El norte sobre el vacío.
Con el proyecto Dios y la cumbia del diablo, ganó dos premios en compañía de Carlos Lenin en el Gabriel Figueroa Film Fund para proyectos en desarrollo.

## Filmografía
| Año  | Título                          | Rol     | Tipo de producción  |
| ---- | ------------------------------- | ------- | ------------------- |
| 2015 | Episodio de una espera          |         | Cortometraje        |
| 2015 | Los herederos                   | Erika   | Película            |
| 2018 | Azahar                          | Ruth    | Cortometraje        |
| 2019 | La paloma y el lobo             | Paloma  | Película            |
| 2021 | El sueño más largo que recuerdo | Tania   | Cortometraje        |
| 2022 | El norte sobre el vacío         | Rosa    | Llargometraje       |
| 2023 | El colapso                      | Adri    | Serie de televisión |
| 2023 | Ella Camina Sola                | Renata  | Serie de televisión |
| 2023 | Sierra Madre: Prohibido Pasar   | Marlene | Serie de televisión |
| 2025 | La Liberación                   | Gaby    | Serie de televisión |